# Насреддинов, Гафур Насреддинович
Гафур Насреддинович Насреддинов — советский хозяйственный, государственный и политический деятель.

## Биография
Родился 15 июня в 1923 году в Узунском районе. Член КПСС с 1947 года.
С 1942 года — на хозяйственной, общественной и политической работе. В 1942—1985 гг. — строитель, заместитель председателя Узунского райисполкома, освобожденный секретарь парторганизации Узунской МТС, заведующий отделом пропаганды и агитации Денауского райкома КПУз, Сурхандарьинского обкома партии, первый секретарь Сариасийского райкома партии, председатель Сурхандарьинского облисполкома, министр местной промышленности Узбекской ССР.
Избирался депутатом Верховного Совета Узбекской ССР 8-го, 9-го и 10-го созывов.
Умер 30 января 2003 года в Ташкенте .